# Lensk
Lensk é uma cidade da Rússia, o centro administrativo de um raion da República da Iacútia. A cidade é localizada à margem esquerda do rio Lena.